# Towson
Towson – miejscowość spisowa (obszar niemunicypalny) w Stanach Zjednoczonych, ośrodek administracyjny hrabstwa Baltimore, w północnej części stanu Maryland, położony w aglomeracji Baltimore. 
Zasiedlona w połowie XVIII wieku miejscowość nazwana została na cześć Ezekiela Towsona, jednego z pierwszych osadników.
Swoją siedzibę mają tutaj uczelnie Towson University oraz Goucher College.